# Benacre
Benacre is een civil parish in het bestuurlijke gebied East Suffolk, in het Engelse graafschap Suffolk met 60 inwoners.